# 溫斯頓維爾 (密西西比州)
溫斯頓維爾（英語：Winstonville）是位於美國密西西比州玻利瓦縣的城鎮。

## 人口
根據2020年美國人口普查的數據，溫斯頓維爾的面積為0.76平方千米，皆為陸地。當地共有人口153人，而人口密度為每平方千米201人。